# Hans Hebel

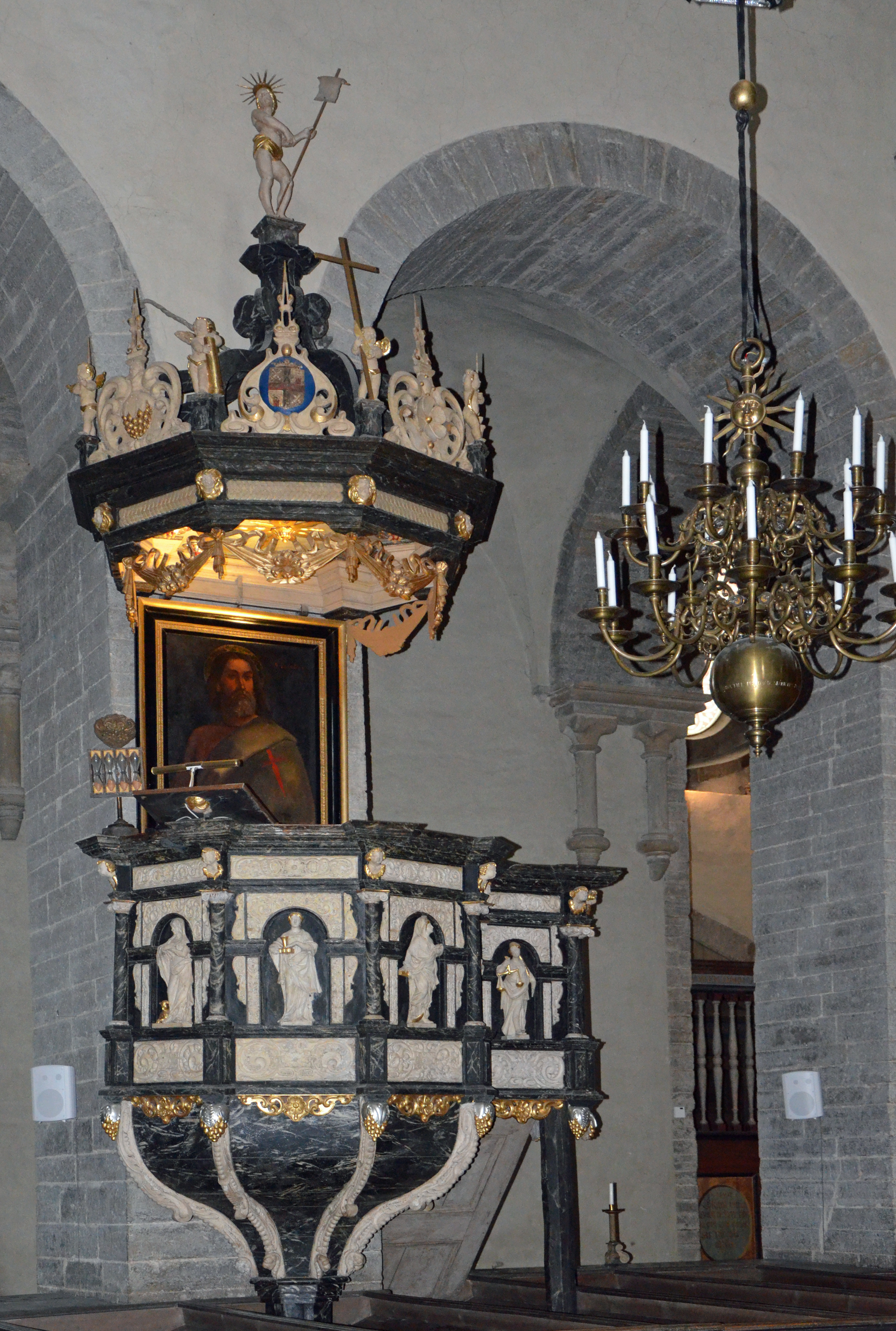
Varnhems klosterkyrka, predikstolen från 1660 eller 1670-talet, skulpterad av Hans Hebel.

Hans Claeson Hebel, förekommer även under namnformen Hebbel, var en bildsnidare från Holstein, verksam i Sverige på 1600-talet.
Han var sannolikt bror till bildhuggaren Markus Hebel och far till Carl Hebel. Ett arkivariskt påvisbart arbete av Hebel är predikstolen i Lillkyrka, Uppland som beställdes 1648 av Åke Oxenstierna samt predikstolen i Sparrsätra kyrka från 1654. Hans Rabén tillskriver honom även predikstolarna i Bro kyrka och Torstuna kyrka från 1650 samt predikstolen i Varnhems klosterkyrka från 1660- eller 1670-talet som han utförde tillsammans med Georg Baselaque.